# Tuğ
Tuğ (armeniska: Togh, Տող) är en ort i Azerbajdzjan.   Den ligger i distriktet Xocavənd Rayonu, i den södra delen av landet, 270 km väster om huvudstaden Baku. Tuğ ligger 843 meter över havet och antalet invånare är 700.
Terrängen runt Tuğ är kuperad åt nordost, men åt sydväst är den bergig. Närmaste större samhälle är Fizuli, 15,5 km öster om Tuğ. 
Trakten runt Tuğ består till största delen av jordbruksmark. Runt Tuğ är det ganska glesbefolkat, med 25 invånare per kvadratkilometer.